# بوعاطی محمود
بوعاطی محمود (به عربی: بوعاطی محمود) یک شهرداری در الجزایر است که در استان قالمه واقع شده‌است. بوعاطی محمود ۸٬۸۲۳ نفر جمعیت دارد.